# Michel Victor Acier
 Michel Victor Acier  (* 6. August 1736 in Versailles bei Paris; † 17. Februar 1799 in Dresden) war ein französischer Bildhauer und Porzellanmodelleur in Sachsen.

## Leben
Michel Victor Acier wurde 1736 in Versailles (Frankreich) als Sohn eines Weinhändlers geboren. Auf Wunsch seines Vaters Victor wurde er an der Pariser Académie Royale zum Bildhauer ausgebildet und nahm 1759 am Grand Prix de Sculpture der École Académique teil. Er schuf Kleinplastiken, konnte sich aber in Paris schwer behaupten, und als die Königlich Sächsische Porzellanmanufaktur 1764 im Ausland nach neuen Modelleuren suchte, nutzte er die Chance, nach Dresden umzusiedeln. Nach dem Tod Kändlers 1775 war Acier für die künstlerische Gestaltung des Meißner Porzellans allein verantwortlich. Im Auftrag König Friedrichs II. schuf er 1783 ein Flachrelief mit einer Darstellung des gefallenen Grafen von Schwerin. Er wurde zum Ehrenmitglied der Berliner Kunstakademie ernannt. Ab 1780 wirkte Acier als königlich-sächsischer Modelliermeister in Dresden. Im Jahr 1780 ernannte man ihn zum Ehrenmitglied der Dresdner Kunstakademie. Acier starb am 17. Februar 1799 an einer Entzündung in der Töpfergasse Nr. 574 in Dresden und wurde am 19. Februar auf dem Alten Katholischen Friedhof beigesetzt. Einer seiner Urenkel ist der Komponist Pjotr Iljitsch Tschaikowski (1840–1893).

## Werke (Auswahl)
Staatliche Kunstsammlungen Dresden, Porzellansammlung:
- 1774: Die gute Mutter
- 1775: Die glücklichen Eltern
- 1775: Huldigungsgruppe
- 1775: Deckelvase mit Sepia-Malerei
- um 1775: Zwei Kinder mit Wiege
- 1775: Knabe mit Schepper
- um 1775: Der Ackerbau
- 1777: Die zerbrochenen Eier
- 1778: Der Frühling und der Herbst
- 1779: Kongreß von Teschen
- 1779: 24 Gärtner- und Winzerkinder
- 1780: Drei spielende Kinder

Staatliche Porzellanmanufaktur Meißen:
- 1768: Annette et Lubin
- 1772: Teile des Tafelaufsatzes für Katharina II. von Russland
- 1775–1778: Devisenkinder
- 1777/78: Gellert-Denkmal I und II
- 1778: Büste Friedrichs II. von Preußen
- 1778: Friedrich II. von Preußen zu Pferde

Nationalmuseum Breslau:
- 1783: Tod des Generalfeldmarschalls Schwerin, Flachrelief Gips